# Olivia Jones
Oliver Knöbel, de son nom de scène Olivia Jones, (Springe, 21 novembre 1969) est une Drag queen allemande. 

## Biographie
En 2005, il reste une semaine dans le village de l'émission télévisée Big Brother.
En 2008, il se présente comme candidat au Bürgerschaft de Hambourg avant de se désister pour que les écologistes de l'Alliance 90/Les Verts ne perdent pas de voix.
En 2015, il prête sa voix à RuPaul pour le doublage en allemand de l'émission RuPaul's Drag Race.
En 2016, il milite publiquement contre le parti d'extrême droite allemand AFD.
De haute taille, il subit une opération aux jambes afin d'être moins grand en 2017.
En 2024, un documentaire qui lui est consacré est diffusé sur la NDR, après vingt-cinq ans de carrière de drag queen.
La même année, il reçoit un prix de la fondation allemande pour la lecture, pour son engagement en faveur de la diversité, de la tolérance et pour sa promotion de la lecture.